# Enibuk
Enibuk är en ö i Marshallöarna.   Den ligger i kommunen Ailinginae, i den nordvästra delen av Marshallöarna, 700 km nordväst om huvudstaden Majuro. Arean är 0,24 kvadratkilometer.
Terrängen på Enibuk är platt. Den sträcker sig 0,4 kilometer i nord-sydlig riktning, och 0,9 kilometer i öst-västlig riktning.